# MHC Dalfsen
MHC Dalfsen is een Nederlandse hockeyclub uit de Overijsselse plaats Dalfsen.
De club werd opgericht op 26 mei 1975 en speelt op Sportpark Gerner waar ook een tennis- en een voetbalvereniging zijn gevestigd. Het eerste heren- en damesteam komen in het seizoen 2012/13 beide uit in de Vierde klasse van de KNHB.